# Hrabstwo Escambia (Floryda)
Escambia – hrabstwo w stanie Floryda w USA. Populacja liczy 297 619 mieszkańców (stan według spisu z 2010 roku).
Powierzchnia hrabstwa to 2268 km² (w tym 552 km² stanowią wody). Gęstość zaludnienia wynosi 173,53 osoby/km².

## Miejscowości
- Century
- Cantonment
- Pensacola

## CDP
- Bellview
- Brent
- Ensley
- Ferry Pass
- Gonzalez
- Goulding
- Molino
- Myrtle Grove
- Warrington
- West Pensacola